# Francesc Martínez Portusach
Francesc Portusach Martínez o Francesc Martínez Portusach (1864-1919) fou un marxant i balener estatunidenc d'origen català, que va ser breument governador de l'illa de Guam, abans que fos deposat. En els mitjans estatunidencs de l'època sovint se'l coneixia com a Francisco Portusach o Frank Portusach.

## Biografia
Portusach va néixer a Barcelona. El seu pare era un ric comerciant i Portusach va passar la seva infància en vaixells mercants a les Filipines i altres territoris d'ultramar espanyols. Després de la mort del seu pare, es va barallar amb el seu germà gran i es va traslladar a Chicago en 1885. Va adquirir la ciutadania dels Estats Units el 1888. Poc després es va traslladar a Tacoma (Washington) i després a San Francisco (Califòrnia) on va conèixer i es va casar amb la seva esposa estatunidenca. Junts, es van traslladar a Guam, llavors un territori colonial espanyol.
El 20 de juny de 1898, durant la Guerra hispano-estatunidenca, els Estats Units ocuparen Guam. La guarnició espanyola existent, inclòs el governador Juan Marina, va ser feta presonera i enviada, com a presoners de guerra, a Manila. Els ciutadans espanyols que vivien a l'illa també van ser desarmats. El capità Henry Glass, comandant de la batalla, va nomenar Portusach governador de Guam, per servir fins que es pogués enviar una guarnició militar formal a l'illa. Portusach, a bord d'un bot balener on onejava la bandera dels Estats Units, es va acostar al vaixell estatunidenc Charleston, per donar-los la benvinguda. Després d'identificar-se com a ciutadà estatunidenc, va ser presentat al capità Glass, el qual, en saber que era comerciant, li va demanar si li podia vendre uns encenedors i un vaixell per portar carbó del City of Peking a les bodegues del Charleston. Portusach li va dir que no hi hauria cap problema, però que no li cobraria res per les mercaderies, atès que la seva obligació, com a ciutadà dels Estats Units, era ajudar el seu país en temps de guerra.
Quan va tornar a casa, l'esperava una carta del governador Marina, on es deia: "Si dónes ajuda a les tropes estatunidenques, seràs executat demà al matí a la platja". Després de llegir la nota, Portusach es va posar a riure. La seva esposa estatunidenca li va preguntar què era que li feia tanta gràcia, i es va mostrar aprensiva quan li ho va dir. El seu germà José li va dir que anés amb compte, especialment quan va saber que el lliurament ja estava compromès als estatunidencs, però Francesc li va respondre que els vaixells serien lliurats al matí, independentment del missatge amenaçador.
Posteriorment, el capità Henry Glass nomenaria Portusach governador de Guam, tot esperant l'arribada d'una guarnició militar en condicions. A més del fet que Portusach ajudés els estatunidencs, cal tenir en compte que era l'únic ciutadà estatunidenc que vivia a l'illa.
Un cop Glass i la Marina dels Estats Units d'Amèrica van haver marxat, Portusach no va poder consolidar el seu càrrec de governador i va ser ràpidament deposat per José Sisto, un espanyol d'origen filipí i tresorer de l'illa sota domini espanyol. Sisto també seria deposat per la població nativa. El gener de 1899, el USS Brutus va arribar i va reintegrar Sisto - no Portusach - en el càrrec de governador.
El 1917 va escriure History of the Capture of Guam by the United States Man-of-War 'Charleston' and Its Transports.